# Beijer Ref
Beijer Ref AB är en svensk handelskoncern som levererar lösningar inom kommersiell och industriell kyla samt för värme och luftkonditionering. Företaget är noterat på Nasdaq Stockholm och ingår i Large Cap-segmentet. Koncernen har sitt huvudkontor i Malmö och finns representerat i cirka 45 länder runt om i världen via sina drygt 150 dotterbolag och 500 filialer. Nettoomsättningen ligger på cirka 32 miljarder kronor och antalet anställda är cirka 6 000 (2023).
Bolagets aktieägarstruktur består av svenska och utländska aktieägare varav den största är EQT, ett svenskt globalt riskkapitalbolag.  

## Verksamhet
Beijer Ref-koncernens fyra verksamhetsområden är kommersiell kyla, industriell kyla, komfortkyla (HVAC, Heating, ventilation, and air conditioning) och egentillverkade produkter (Original equipment manufacturer, OEM).
- Kommersiell kyla utgörs av olika sorters frys- och kylanläggningar för t ex restauranger, hotell, stormarknader och jourbutiker.
- Industriell kyla är lösningar för livsmedelsindustrin, processkyla till exempelvis ishallar, tillverknings- och offshoreindustri.
- Komfortkyla (HVAC) är såväl värme och luftkonditionering för privatbostäder som klimatreglering av stora kontorsytor.
- Egentillverkade produkter (OEM) är en växande portfölj med egentillverkade produkter inom såväl enskilda standardprodukter som kundanpassade helhetslösningar som i huvudsak är baserade på miljövänliga naturliga köldmedier.

## Produkter
Beijer Refs produkter består främst av kylsystem, komponenter till kylsystem, luftkonditioneringsteknik och värmepumpar. Större delen av sortimentet kommer från ledande leverantörer som exempelvis Toshiba, Danfoss, Carrier, Mitsubishi Heavy Industries och Bitzer. En mindre del av försäljningen kommer från deras OEM (egentillverkning).

## Historia
Beijer Ref var ursprungligen ett mindre affärsområde med kylverksamhet inom industrihandelskoncernen G&L Beijer AB, som grundades i Malmö 1866 av bröderna Gottfried Beijer och Lorens Beijer.
Bröderna Beijers verksamhet startade med handel mellan Malmö och England: bolaget sålde skånska lantbruksprodukter till England och importerade industriprodukter som tackjärn, kol, järnvägsräls, plåt, tuber och maskiner. Under första halvan av 1900-talet blev bolaget en av Sveriges ledande importörer av kol och koks, vilket efter andra världskriget övergick till olja, tyngre industriprodukter samt från 1992 även kylverksamhet.
Kylverksamheten inom G&L Beijer AB växte kraftigt under 1990-talet och efter ett antal internationella förvärv bytte affärsområdet Beijer Kyla 2004 namn till Beijer Ref. Med förvärvet av Elsmarkgruppen blev Beijer Ref den största kylgrossisten i Europa, medan köpet av Carrier ARW 2009 gjorde koncernen till en av världens största kylgrossister. 
År 2009 blev G&L Beijer AB en renodlad kylkoncern, som 2014 bytte namn till Beijer Ref. Med miljövänlig kylteknik har koncernen sedan dess expanderat till nya marknader i Afrika, Asien och Oceanien.    
År 2020 förvärvade det globala riskkapitalbolaget EQT 29,6 procent av aktierna och 26,4 procent av rösterna i Beijer Ref.    